# 막심 베강
막심 베강(Maxime Weygand, 프랑스어 발음: [vɛɡɑ̃], 1867년 1월 21일 ~ 1965년 1월 28일)은 제1차 및 2차 세계 대전 당시 프랑스의 군사 지도자이다.
제1차 세계 대전 당시 페르디낭 포슈의 참모로 활약했다. 2차대전 때 프랑스 공방전이 벌어지자 처음에는 독일군에 맞서 싸웠으나, 이후 항복하여 비시 프랑스 정권에 협조하였다.